# Mahlweiher (Bergatreute)
Der Mahlweiher ist ein 1,3 Hektar großes Stillgewässer im Gebiet der baden-württembergischen Gemeinde Bergatreute im Landkreis Ravensburg in Deutschland.

## Lage
Der in Privatbesitz befindliche Weiher liegt auf einer Höhe von etwa 598 m ü. NHN und rund zwei Kilometer südöstlich der Bergatreuter Ortsmitte, bei den Weilern Giras im Osten sowie Tal und Talmühle im Süden.

## Hydrologie
Der Weiher hat ein Einzugsgebiet von rund 165 Hektar. Bei einer Größe von 1,3 Hektar, einer mittleren Tiefe von 1,2 Metern und einer maximalen Tiefe von 2,4 Metern beträgt das Seevolumen rund 15.300 Kubikmeter.
Gespeist wird der „Mahlweiher“ hauptsächlich über den Abfluss des nördlich liegenden Girasweihers.

Der Ablauf des „Mahlweihers“ erfolgt über den Girasbach in die Wolfegger Ach zum Bodensee und damit in den Rhein und letztlich in die Nordsee.

## Ökologie
Seit 2000 sind Wolfegg (nur Einzugsgebiet) und Bergatreute mit dem „Mahlweiher“ am Aktionsprogramm zur Sanierung oberschwäbischer Seen beteiligt. Ein wichtiges Ziel dieses Programms ist, Nährstoffeinträge in Bächen, Seen und Weihern zu verringern und die Gewässer dadurch in ihrem Zustand zu verbessern und zu erhalten.
Das Einzugsgebiet des Weihers wird zu 5 % für Siedlungen, 30 Prozent für die Wald- und 65 Prozent für die Landwirtschaft – davon 35 % Grün- und 30 % Ackerland – genutzt.
| Jahr                                     | 2000 | 2001 | 2008 | 2013 |
| Gesamt PO4-Phosphor (µg/l)               | 77   | 69   | 94   | 48   |
| Chlorophyll a (µg/l)                     | 39   | 63   | 116  | 21   |
| Chlorophyll a-Spitze (µg/l)              | 75   | 161  | 281  | 57   |
| anorganischer Gesamt-Stickstoff a (mg/l) | -    | 3,87 | 3,06 | 6,25 |
| Sichttiefe (m)                           | 1,4  | 1,5  | 0,9  | 2,5  |

### Flora und Fauna
Im Weiher, in den Aal, Barsch, Brasse, Hecht, Karpfen, Rotauge, Rotfeder, Schleie, Wels und Zander eingesetzt sind, wachsen Gelbe Teichrose, Raues Hornblatt, Tannenwedel sowie Weiße Seerose.